# Крапка з комою
Кра́пка з ко́мою, або сере́дник (;), — розділовий знак, проміжний між комою та крапкою.

## Історія
Вперше введена італійським друкарем Альдом Мануцієм (Aldo Pio Manuzio), що використав її для розподілу протилежних слів і незалежних частин складносурядних речень. Сам знак було запозичене з нот Григоріанських співів. Шекспір вже використав крапку з комою у своїх сонетах.
Назва знаку «середник» з'явилася у «Руській граматиці» 1893 року Степана Смаль-Стоцького та Теодором Ґартнером, згодом набуло поширення запозичене з російської «крапка з комою» (рос. точка с запятой).

## В українській мові
В українській мові ставиться між частинами складносурядного речення, якщо вони дуже поширені або далекі за змістом.

## Інше використання
У мовах програмування середник розділяє оператори програми.
Середник також використовують як частину смайла, що означає підморгування «(-_-;)» чи суму «(;_;)».